# Pseudagrion angolense
Pseudagrion angolense là một loài chuồn chuồn kim trong họ Coenagrionidae.
Loài này được xếp vào sách Đỏ của IUCN năm 2007.
Pseudagrion angolense được Selys miêu tả khoa học năm 1876.

==Tham khảo==
1. ↑  (tiếng Anh) World Odonata List; 25-04-2011 Lưu trữ ngày 28 tháng 8 năm 2010 tại Wayback Machine
2. ↑  "Pseudagrion angolense". Sách Đỏ IUCN các loài bị đe dọa. Phiên bản 2012.2. Liên minh Bảo tồn Thiên nhiên Quốc tế. 2010. Truy cập ngày 24 tháng 10 năm 2012.